# Campionati europei di concorso completo 1987
I Campionati europei di concorso completo 1987 si sono svolti a Luhmühlen, in Germania Ovest.

## Podi
| Evento           | Oro           | Argento        | Bronzo       |
| Gara individuale | Virginia Leng | Ian Stark      | Claus Erhorn |
| Gara a squadre   | Regno Unito   | Germania Ovest | Francia      |

## Medagliere
| Posiz. | Nazione        | Oro | Argento | Bronzo | Totale |
| ------ | -------------- | --- | ------- | ------ | ------ |
| 1      | Regno Unito    | 2   | 1       | 0      | 3      |
| 2      | Germania Ovest | 0   | 1       | 1      | 2      |
| 3      | Francia        | 0   | 0       | 1      | 1      |
| Totale | Totale         | 2   | 2       | 2      | 6      |